# Parafia św. Anny w Raszewie Dworskim
Parafia św. Anny w Raszewie Dworskim – mariawicka parafia diecezji warszawsko-płockiej, Kościoła Starokatolickiego Mariawitów w RP. 
Siedziba parafii oraz kościół parafialny św. Anny znajduje się w Raszewie Dworskim, w gminie Czerwińsk nad Wisłą, powiecie płońskim, województwie mazowieckim. Obecnie funkcję proboszcza sprawuje kapłan Kamil M. Marcin Kolasiński. Parafia posiada własny cmentarz grzebalny.

## Historia parafii
W 1903 roku na proboszcza parafii rzymskokatolickiej św. Anny w Kobylnikach został mianowany ks. Kazimierz Przyjemski. Ks. Przyjemski był pierwszym przełożonym Zgromadzenia Kapłanów Mariawitów w latach 1893–1903, używającym w zakonie imion Maria Jan. Był jednym z najbliższych współpracowników św. Marii Franciszki Kozłowskiej, nazywany w Dziele Wielkiego Miłosierdzia „Drugim Mariawitą”. 
8 lutego 1906 ks. Przyjemski wypowiedział posłuszeństwo hierarchii rzymskokatolickiej i zaczął organizować wspólnotę Kościoła Mariawitów. 12 grudnia 1906 pod przymusem władzy carskiej opuścił kobylnicki kościół i wraz ze swoimi zwolennikami. Parafia mariawicka znalazła swoją siedzibę w sąsiedniej wiosce Raszewo Dworskie w ofiarowanym na ten cel opuszczonym domu Teofila Pielacińskiego. Niedługo potem w 1907 mariawici postawili ceglany kościół, który konsekrowany został w 1915. 
Proboszcz parafii kapł. Kazimierz Maria Jan Przyjemski cieszył się wśród ludu mariawickiego wielkim autorytetem. Założyciel parafii zmarł w 1920, a przyczyną jego śmierci okazała się być mylna wiadomość o śmierci Mateczki (zmarła w 1921). Pochowany został w Raszewie przy kościele parafialnym. 
Z czasem liczba mariawitów w parafii spadała i obecnie jest już ich niewielu, chociaż jest to jedna z aktywniejszych wspólnot mariawickich. W latach 1998–2013 przy parafii rezydował biskup Antoni Maria Roman Nowak, który cieszył się we wsi dużym szacunkiem oraz przywiązaniem wiernych, tutaj również zmarł. W niedzielę 27 lipca 2014 przy okazji remontu kościoła parafialnego poświęcono tablicę pamiątkową poświęconą biskupowi Nowakowi. Od 2019 roku proboszczem parafii jest kapłan Michał Maria Fabian Wylazłowski. Rok później zastąpił go kapłan Stefan Maria Robert Żaglewski. Od 2021 r. administratorem Parafii jest kapł. Kamil M. Marcin Kolasiński.

### Kapłani pochodzący z parafii
- bp Wacław Maria Innocenty Gołębiowski (1913–1985) (wyświęcony w 1934, konsekrowany w 1955) – w latach 1965–1972 Biskup Naczelny Kościoła;
- kapł. Przemysław Maria Sławomir Rosiak – od 1988 proboszcz parafii mariawickiej w Lublinie;
- bp Jarosław Maria Jan Opala (ur. 1967) (wyświęcony w 1990) – od 2023 Biskup Naczelny Kościoła.

## Nabożeństwa
- Nabożeństwa niedzielne o godz. 9:00;
- Adoracja miesięczna – 13 dnia każdego miesiąca.